# Roy Kerr

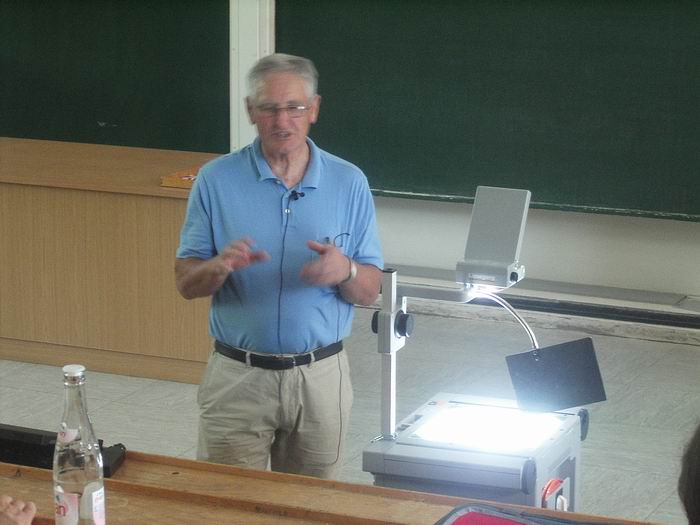
Roy Kerr (2006)

Roy Patrick Kerr CNZM (* 16. Mai 1934 in Kurow, Neuseeland) ist ein neuseeländischer Mathematiker, der herausragende Beiträge zur Relativitätstheorie und zum Verständnis des Universums in astronomischer Hinsicht lieferte.

## Leistungen
Kerr wurde bekannt für die Entdeckung einer Lösung (Kerr-Lösung) der Feldgleichungen der allgemeinen Relativitätstheorie. Während Karl Schwarzschild eine Lösung (die äußere Schwarzschild-Lösung) für die in Wirklichkeit nicht existierenden, statischen Schwarzen Löcher fand (der Mittelpunkt eines Schwarzen Loches wird singulär: Punktsingularität), entwickelte Roy Kerr eine Lösung für rotierende Schwarze Löcher, bei denen ein zweidimensionaler Ring in der Äquatorebene singulär wird. Diese Lösung wird auch Kerr-Metrik genannt. Sie ist das seltene Beispiel einer exakten Lösung einer Differentialgleichung der Physik (in diesem Fall der Einsteinschen Feldgleichungen), die auch in der Natur realisiert ist, bei Schwarzen Löchern, die nach dem No Hair Theorem durch wenige Parameter (Drehimpuls, Masse, Ladung) beschrieben sind.

## Leben
Kerrs außerordentliches mathematisches Talent wurde erkannt, als er während seiner Highschool-Zeit Kursteilnehmer an der St. Andrews Hochschule in Christchurch war. Er erwarb im Jahr 1953 am Canterbury University College seinen Abschluss als Master. Kerr ging dann an die Harvard-Universität in Cambridge, wo er im Jahr 1960 seinen Doktorgrad erwarb. Seine Doktorarbeit handelte schon von den Feldgleichungen der allgemeinen Relativitätstheorie.
Danach arbeitete er als Habilitationskursteilnehmer an der Syracuse University in Syracuse, New York, bei Peter Bergmann und für kurze Zeit bei der US-Luftwaffe auf dem Wright-Patterson-Luftwaffenstützpunkt an einem bizarren Antigravitations-Projekt mit, das aber bald eingestellt wurde. 1962 ging Kerr an die University of Texas at Austin, wo er dann 1963 seine berühmte Theorie entwickelte, deren Bedeutung von den Astrophysikern zunächst nicht erkannt wurde. Kip Thorne erinnert sich an die gleichgültige Reaktion der Astrophysiker bei Kerrs zehnminütigem Vortrag auf dem Texas Symposium on Relativistic Astrophysics 1963 in Dallas, das sie als esoterische Mathematik betrachteten. Achilles Papapetrou sah sich veranlasst, vorzutreten und auf die Bedeutung der langgesuchten Lösung eines Problems der allgemeinen Relativitätstheorie hinzuweisen.
Im Jahr 1965 führte er mit Alfred Schild zusammen die Kerr-Schild-Raumzeit ein. Von 1971 an war er bis zu seiner Emeritierung 1993 als Professor für Mathematik wieder an der University of Canterbury in Christchurch (Neuseeland) und leitete zehn Jahre lang als Dekan die Fakultät für Mathematik.
Kerr lebt seit seiner Emeritierung sehr zurückgezogen.
1975 wurde er Mitglied der Royal Society of New Zealand. 1984 erhielt er die Hughes Medal der Royal Society in London und 2006 den Marcel Grossmann Award. Die Royal Society of New Zealand verlieh ihm 1982 ihre Hector Medal und 1993 die Rutherford Medal. Zu Beginn des Jahres 2011 wurde er für seine Leistungen in der Astrophysik als Companion (CNZM) in den neuseeländischen Verdienstorden New Zealand Order of Merit aufgenommen. 2013 erhielt er die Albert-Einstein-Medaille, 2016 den Crafoord-Preis. 2019 wurde Kerr Mitglied der Royal Society. Für 2020 wurde ihm die Oskar-Klein-Medaille zugesprochen. Am 13. Juni 2022 wurde ein Asteroid nach ihm benannt: (5718) Roykerr. 2025 wurde er mit der Dirac-Medaille (ICTP) ausgezeichnet.